# Giuseppe Guerini (ciclista)
Giuseppe Guerini (Gazzaniga, 14 febbraio 1970) è un ex ciclista su strada italiano.
Professionista dal 1993 al 2007, in carriera ha vinto due tappe al Tour de France e una al Giro d'Italia, corsa in cui si è classificato due volte terzo. I suoi tifosi lo hanno soprannominato "Beppe Turbo", in quanto cresciuto vicino alle turbine della centrale idroelettrica di Vertova.

## Carriera
Scalatore, diventa professionista nel 1993 con il team Navigare-Blue Storm. Dopo essere passato al Team Polti nel 1996, nel 1999 si trasferisce alla tedesca Telekom, con la quale corre per otto stagioni, concludendovi la carriera al termine del 2007. In carriera partecipò a dieci Tour de France, sei Giri d'Italia e quattro Vuelta a España, portando tutte le prove a termine nelle prime due competizioni, e senza mai concludere la Vuelta. Tra gli avvenimenti importanti della sua carriera si ricordano i due terzi posti nella classifica finale del Giro d'Italia, sia nel 1997 che nel 1998, anno in cui vinse anche la tappa con arrivo a Selva di Val Gardena.
Nel suo palmarès rientrano anche il secondo posto nella classifica finale del Giro di Svizzera 2003 e due vittorie di tappa al Tour de France, una nel 1999 e una nel 2005. Nel 1999 si aggiudicò la frazione della Grande Boucle con arrivo in salita sull'Alpe d'Huez: in questa fu protagonista di un episodio che lo portò a scontrarsi con un imprudente fotografo che lo fece cadere, riuscendo comunque a rialzarsi e ad arrivare primo. Nel 2005 fece invece sua una frazione del Tour in pianura, non il suo terreno preferito, a Le Puy-en-Velay.
Dopo il ritiro è stato direttore sportivo per squadre ciclistiche giovanili (tra cui la US San Marco Vertova e la Trevigiani-Dynamon), e consigliere dell'Associazione Corridori Ciclisti Professionisti Italiani.

## Palmarès
- 1990 (Dilettanti)

Trofeo Rigoberto Lamonica
12ª tappa Vuelta Ciclista a Costa Rica (Punta Arenas)
- 1991 (Dilettanti)

2ª tappa Vuelta a Chile (San Antonio)
Trofeo Gianfranco Bianchin
- 1992 (Dilettanti)

Annemasse-Bellegarde et Retour
- 1994

9ª tappa Volta a Portugal (Fundão)
- 1995

2ª tappa Settimana Ciclistica Bergamasca (Arona)
- 1996

2ª tappa Route du Sud (Plateau de Beille)
- 1998

2ª tappa Settimana Ciclistica Lombarda (San Pellegrino Terme)
17ª tappa Giro d'Italia (Selva di Val Gardena)
- 1999

10ª tappa Tour de France (Alpe d'Huez)
- 2002

2ª tappa Setmana Catalana (Coll de Pal)
- 2005

19ª tappa Tour de France (Le Puy-en-Velay)

### Altri successi
- 2000

Cronosquadre Tour de Suisse
- 2002

Classifica Gran Premi della montagna Giro della Bassa Sassonia

## Piazzamenti

### Grandi Giri
- Giro d'Italia

1994: 32º
1995: 31º
1996: 22º
1997: 3º
1998: 3º
2001: 44º
- Tour de France

1996: 27º
1997: 53º
1999: 22º
2000: 26º
2001: 39º
2002: 80º
2003: 35º
2004: 25º
2005: 20º
2006: 25º
- Vuelta a España

1993: ritirato (15ª tappa)
1998: ritirato (4ª tappa)
1999: non partito (10ª tappa)
2007: non partito (17ª tappa)

### Classiche monumento
- Milano-Sanremo

1994: 105º
1995: 123º
1996: 161º
- Liegi-Bastogne-Liegi

2003: 64º
2004: 116º
- Giro di Lombardia

1993: 19º

## Riconoscimenti
- Premio alla carriera dell'Associazione Nazionale Ex Corridori Ciclisti nel 2008